# Mario Martone
 Mario Martone es un director de cine italiano nacido en Nápoles en 1959. En 2008 obtuvo el premio a la carrera en el Festival de Cine Italiano de Madrid.

## Filmografía

### Películas
- Muerte de un matemático napolitano (Morte di un matematico napoletano) (1992)
- Rasoi (1993)
- Antonio Mastronunzio pittore sannita (1994)
- L'amore molesto (1995)
- Una storia Saharawi (1996)
- La salita, episodio del film collettivo I vesuviani (1997)
- Teatro di guerra (1998)
- L'odore del sangue (2004)
- Noi credevamo (2010)
- Il giovane favoloso (2014)
- Capri-Revolution (2018)
- Il sindaco del rione Sanità (2019)
- Qui rido io (2021)
- Nostalgia (2022)

### Videoteatro
- Foresta nera (1982)
- Perfidi incanti (1984)
- Nessun dove - Studi su immagini di Napoli (1985)
- Il desiderio preso per la coda (1986)
- Prologo a Ritorno ad Alphaville (1987)
- I Persiani (1990)
- Finale di partita (1996)
- Una disperata vitalità (1998)
- I dieci comandamenti (2001)

### Documentales
- Nella città barocca (1984)
- Lucio Amelio/Terraemotus (1993)
- Veglia (1993)
- Voce all'intelligenza (1994)
- Appunti da Santarcangelo (1995)
- Badolato, 10 de diciembre de 1995. Per Antonio Neiwiller (1996)
- La terra trema (1998)
- Un posto al mondo (2000)
- Nella Napoli di Luca Giordano (2001)
- Caravaggio, L'ultimo tempo (2004)

## Premios y distinciones
Festival Internacional de Cine de Venecia
| Año  | Categoría                  | Película                           | Resultado |
| ---- | -------------------------- | ---------------------------------- | --------- |
| 1992 | Premio especial del jurado | Muerte de un matemático napolitano | Ganador   |
| 2018 | Premio Arca CinemaGiovani  | Capri-Revolution                   | Ganador   |

### Monografías
- Il desiderio preso per la cod, (1985)
- Ritorno ad Alphaville di Falso Movimento, con fotografiías de Cesare Accetta, Milán, Ubulibri (1987)
- Morte di un matematico napoletano, Milán, ulibri (1992)
- Teatro di guerra: un diario, con fotografías de Cesare Accetta, Milán, Bompiani (1998)
- Ada D'Adamo, Chiaroscuri: scritti tra cinema e teatro, Milán, Bompiani (2004)
- Noi credevamo, Milán, Bompiani Overlook (2010)